# Нафта мертва
Нафта мертва (рос. нефть мертвая; англ. dead oil; нім. Totöl n, entgastes Erdöl n) – нафта в пласті-колекторі, яка не містить у собі розчинених газів і не знаходиться під напором крайових вод. Н.м. може зустрічатися на невеликих глибинах в результаті її дегазації або утворитися в ході розробки родовища на режимі розчиненого газу. Повністю розгазована нафта. 
Син. – розгазована нафта; нафта, що вивітрилась; вивітріла нафта.